# Hiroshi Iwata
Hiroshi Iwata (Miyagi, 31 januari 1981) is een Japanse golfprofessional. Hij speelt op de Japan Golf Tour en de Aziatische PGA Tour.

## Professional
Iwata werd in 2004 professional en speelt sindsdien op de Japan Golf Tour. In 2014 bereikte hij op de wereldranglijst de 67ste plaats. Hij behaalde dat jaar zijn eerste overwinning, hij werd 3de bij het WGC - HSBC Champions en verloor van Hideki Matsuyama de play-off bij de Dunlop Phoenix. In 2015 won hij weer een toernooi en speelde hij het Brits Open, waar hij met een score van 79-70 de cut miste. 

### Gewonnen
Japan Golf Tour
- 2014: Fujisankei Classic (274, -10)
- 2015: Shigeo Nagashima Invitational Sega Sammy Cup (-16)
- 2021: The Crowns (-12)[5]
- 2022: Shigeo Nagashima Invitational Sega Sammy Cup (-19)
- 2023: The Crowns (-15)
- 2024: BMW Japan Golf Tour Championship Mori Building Cup